# كيفتة
كيفتة هي قرية في مقاطعة سميرم، إيران. عدد سكان هذه القرية هو 1,025 في سنة 2006.